# Esquerda Unida
A Esquerda Unida (em castelhano Izquierda Unida; IU) é um movimento político e social espanhol, fundado em 1986 e inscrita no registro de partidos políticos desde novembro de 1992.
É uma federação formada por partidos de esquerda, de tendência republicana, laica e federalista, entre os quais o Partido Comunista de Espanha, Esquerda Republicana, União de Juventudes Comunistas de Espanha, Coletivo de Unidade dos Trabalhadores-Bloco Andaluz de Esquerda, Partido Operário Revolucionário e Ecosocialistas de la Región de Murcia. Tem representação no parlamento de diversas comunidades autônomas, bem como na administração de vários municípios espanhóis. Também está presente no Senado e no Congresso dos Deputados, dentro da coalizão La Izquierda Plural, em conjunto com outras doze formações políticas de esquerda. Seu coordenador geral, desde 2008 é Cayo Lara, deputado por Madrid no Congresso.

## Organizações integrantes

### Membros actuais
| Partidos                                   | Ideologia                              |
| ------------------------------------------ | -------------------------------------- |
| Partido Comunista de Espanha               | Comunismo, Marxismo                    |
| União das Juventudes Comunistas de Espanha | Marxismo–Leninismo, Internacionalismo  |
| Esquerda Republicana                       | Socialismo, Republicanismo             |
| Esquerda Aberta                            | Socialismo democrático, Republicanismo |
| Partido Operário Revolucionário            | Comunismo, Trotskismo                  |
| Ecossocialistas da Região de Múrcia        | Ecossocialismo                         |
| Partido Feminista de Espanha               | Feminismo                              |

### Membros anteriores
| Partidos                                                           | Ideologias                             |
| ------------------------------------------------------------------ | -------------------------------------- |
| Colectivo de Unidade dos Trabalhadores - Bloco Andaluz de Esquerda | Nacionalismo andaluz, Socialismo       |
| Partido Humanista                                                  | Humanismo                              |
| Federação Progressista                                             | Social-democracia, Ecologismo          |
| Partido Carlista                                                   | Autogestão, Carlismo                   |
| Partido Comunistas dos Povos de Espanha                            | Comunismo, Marxismo–Leninismo          |
| Partido de Ação Socialista                                         | Socialismo democrático, Republicanismo |

## Resultados Eleitorais

### Eleições legislativas
| Data | CI.             | Votos           | %               | +/-             | Deputados | +/- | Status            |
| ---- | --------------- | --------------- | --------------- | --------------- | --------- | --- | ----------------- |
| 1986 | 5.º             | 935 504         | 4,6 / 100,0     |                 | 7 / 350   |     | Oposição          |
| 1989 | 3.º             | 1 858 588       | 9,1 / 100,0     | 4,5             | 17 / 350  | 10  | Oposição          |
| 1993 | 3.º             | 2 253 722       | 9,6 / 100,0     | 0,5             | 18 / 350  | 1   | Oposição          |
| 1996 | 3.º             | 2 639 774       | 10,5 / 100,0    | 0,9             | 21 / 350  | 3   | Oposição          |
| 2000 | 3.º             | 1 263 043       | 5,5 / 100,0     | 5,0             | 8 / 350   | 13  | Oposição          |
| 2004 | 3.º             | 1 284 081       | 5,0 / 100,0     | 0,5             | 5 / 350   | 3   | Apoio parlamentar |
| 2008 | 3.º             | 969 946         | 3,8 / 100,0     | 1,2             | 2 / 350   | 3   | Oposição          |
| 2011 | 3.º             | 1 686 040       | 6,9 / 100,0     | 3,1             | 11 / 350  | 9   | Oposição          |
| 2015 | Unidade Popular | Unidade Popular | Unidade Popular | Unidade Popular | 2 / 350   | 9   | Oposição          |
| 2016 | Unidos Podemos  | Unidos Podemos  | Unidos Podemos  | Unidos Podemos  | 8 / 350   | 6   | Oposição          |
| 2019 | Unidos Podemos  | Unidos Podemos  | Unidos Podemos  | Unidos Podemos  | 6 / 350   | 2   |                   |

### Eleições europeias
| Data | CI.            | Votos          | %              | +/-            | Deputados | +/-     |
| ---- | -------------- | -------------- | -------------- | -------------- | --------- | ------- |
| 1987 | 4.º            | 1 011 830      | 5,3 / 100,0    |                | 3 / 60    |         |
| 1989 | 4.º            | 961 742        | 6,1 / 100,0    | 0,8            | 4 / 60    | 1       |
| 1994 | 3.º            | 2 497 671      | 13,4 / 100,0   | 7,3            | 9 / 64    | 5       |
| 1999 | 3.º            | 1 221 566      | 5,8 / 100,0    | 7,6            | 4 / 64    | 5       |
| 2004 | 4.º            | 643 136        | 4,2 / 100,0    | 1,2            | 2 / 54    | 2       |
| 2009 | 4.º            | 588 248        | 3,7 / 100,0    | 0,5            | 2 / 54    | Estável |
| 2014 | 3.º            | 1 575 308      | 10,0 / 100,0   | 6,3            | 6 / 54    | 4       |
| 2019 | Unidos Podemos | Unidos Podemos | Unidos Podemos | Unidos Podemos |           |         |

### Eleições regionais

#### Andaluzia
| Data | CI. | Votos   | %            | +/- | Deputados | +/-     | Status   |
| ---- | --- | ------- | ------------ | --- | --------- | ------- | -------- |
| 1986 | 3.º | 598 889 | 17,8 / 100,0 |     | 19 / 109  |         | Oposição |
| 1990 | 3.º | 349 659 | 12,7 / 100,0 | 5,1 | 11 / 109  | 8       | Oposição |
| 1994 | 3.º | 689 815 | 19,1 / 100,0 | 6,4 | 20 / 109  | 9       | Oposição |
| 1996 | 3.º | 603 495 | 14,0 / 100,0 | 5,1 | 13 / 109  | 7       | Oposição |
| 2000 | 3.º | 327 435 | 8,1 / 100,0  | 5,9 | 6 / 109   | 7       | Oposição |
| 2004 | 3.º | 337 030 | 7,5 / 100,0  | 0,6 | 6 / 109   | Estável | Oposição |
| 2008 | 3.º | 317 562 | 7,1 / 100,0  | 0,4 | 6 / 109   | Estável | Oposição |
| 2012 | 3.º | 438 372 | 11,3 / 100,0 | 4,2 | 12 / 109  | 6       | Governo  |
| 2015 | 5.º | 274 426 | 6,9 / 100,0  | 4,4 | 5 / 109   | 7       | Oposição |

#### Aragão
| Data | CI. | Votos  | %           | +/- | Deputados | +/-     | Status            |
| ---- | --- | ------ | ----------- | --- | --------- | ------- | ----------------- |
| 1987 | 5.º | 31 352 | 4,9 / 100,0 |     | 2 / 67    |         | Oposição          |
| 1991 | 4.º | 41 367 | 6,7 / 100,0 | 1,8 | 3 / 67    | 1       | Oposição          |
| 1995 | 4.º | 64 685 | 9,2 / 100,0 | 2,5 | 5 / 67    | 2       | Oposição          |
| 1999 | 5.º | 25 040 | 3,9 / 100,0 | 5,3 | 1 / 67    | 4       | Apoio parlamentar |
| 2003 | 5.º | 21 795 | 3,1 / 100,0 | 0,8 | 1 / 67    | Estável | Apoio parlamentar |
| 2007 | 5.º | 27 447 | 4,2 / 100,0 | 1,1 | 1 / 67    | Estável | Oposição          |
| 2011 | 5.º | 41 874 | 6,1 / 100,0 | 1,9 | 4 / 67    | 3       | Oposição          |
| 2015 | 7.º | 28 184 | 4,2 / 100,0 | 1,9 | 1 / 67    | 3       | Apoio parlamentar |

#### Astúrias
| Data | CI. | Votos   | %            | +/- | Deputados | +/-     | Status            |
| ---- | --- | ------- | ------------ | --- | --------- | ------- | ----------------- |
| 1987 | 4.º | 69 175  | 12,1 / 100,0 |     | 4 / 45    |         | Oposição          |
| 1991 | 3.º | 78 982  | 14,9 / 100,0 | 2,8 | 6 / 45    | 2       | Apoio parlamentar |
| 1995 | 3.º | 106 538 | 16,4 / 100,0 | 1,5 | 6 / 45    | Estável | Oposição          |
| 1999 | 3.º | 55 747  | 9,0 / 100,0  | 7,4 | 3 / 45    | 3       | Oposição          |
| 2003 | 3.º | 68 360  | 11,1 / 100,0 | 2,1 | 4 / 45    | 1       | Apoio parlamentar |
| 2007 | 3.º | 58 114  | 9,7 / 100,0  | 1,4 | 4 / 45    | Estável | Apoio parlamentar |
| 2011 | 4.º | 61 703  | 10,3 / 100,0 | 0,6 | 4 / 45    | Estável | Oposição          |
| 2012 | 4.º | 69 111  | 13,8 / 100,0 | 3,5 | 5 / 45    | 1       | Governo           |
| 2015 | 4.º | 64 868  | 11,9 / 100,0 | 1,9 | 5 / 45    | Estável | Governo           |

#### Baleares
| Data | CI.               | Votos             | %                 | +/-               | Deputados         | +/-               | Status            |
| ---- | ----------------- | ----------------- | ----------------- | ----------------- | ----------------- | ----------------- | ----------------- |
| 1987 | 6.º               | 11 795            | 3,5 / 100,0       |                   | 2 / 59            |                   | Oposição          |
| 1991 | 4.º               | 12 395            | 3,7 / 100,0       | 0,2               | 2 / 59            | Estável           | Oposição          |
| 1995 | 4.º               | 24 820            | 6,6 / 100,0       | 2,9               | 3 / 59            | 1                 | Oposição          |
| 1999 | 5.º               | 19 793            | 5,4 / 100,0       | 1,2               | 3 / 59            | Estável           | Governo           |
| 2003 | 5.º               | 20 797            | 4,9 / 100,0       | 0,5               | 2 / 59            | 1                 | Oposição          |
| 2007 | Bloco por Maiorca | Bloco por Maiorca | Bloco por Maiorca | Bloco por Maiorca | Bloco por Maiorca | Bloco por Maiorca | Governo           |
| 2011 | 4.º               | 13 270            | 3,2 / 100,0       |                   | 0 / 59            |                   | Extra-parlamentar |
| 2015 | 7.º               | 8 740             | 2,0 / 100,0       | 1,2               | 0 / 59            | Estável           | Extra-parlamentar |

#### País Basco
| Data | CI.     | Votos   | %           | +/-     | Deputados | +/-     | Status            |
| ---- | ------- | ------- | ----------- | ------- | --------- | ------- | ----------------- |
| 1986 | 8.º     | 6 750   | 0,6 / 100,0 |         | 0 / 75    |         | Extra-parlamentar |
| 1990 | 7.º     | 14 440  | 1,4 / 100,0 | 0,8     | 0 / 75    | Estável | Extra-parlamentar |
| 1994 | 6.º     | 93 291  | 9,0 / 100,0 | 7,6     | 6 / 75    | 6       | Oposição          |
| 1998 | 6.º     | 71 064  | 5,7 / 100,0 | 3,3     | 2 / 75    | 4       | Oposição          |
| 2001 | 5.º     | 78 862  | 5,6 / 100,0 | 0,1     | 3 / 75    | 1       | Governo           |
| 2005 | 5.º     | 65 023  | 5,4 / 100,0 | 0,2     | 3 / 75    | Estável | Apoio parlamentar |
| 2009 | 6.º     | 36 373  | 3,5 / 100,0 | 1,9     | 1 / 75    | 2       | Oposição          |
| 2012 | 5.º     | 30 318  | 2,7 / 100,0 | 0,8     | 0 / 75    | 1       | Extra-parlamentar |
| 2016 | Podemos | Podemos | Podemos     | Podemos | Podemos   | Podemos | Oposição          |

#### Ilhas Canárias
| Data | CI.                             | Votos                           | %                               | +/-                             | Deputados                       | +/-                             | Status            |
| ---- | ------------------------------- | ------------------------------- | ------------------------------- | ------------------------------- | ------------------------------- | ------------------------------- | ----------------- |
| 1987 | 6.º                             | 40 748                          | 6,1 / 100,0                     |                                 | 2 / 60                          |                                 | Oposição          |
| 1991 | Iniciativa Canária Nacionalista | Iniciativa Canária Nacionalista | Iniciativa Canária Nacionalista | Iniciativa Canária Nacionalista | Iniciativa Canária Nacionalista | Iniciativa Canária Nacionalista | Oposição          |
| 1995 | 4.º                             | 40 614                          | 5,1 / 100,0                     |                                 | 0 / 60                          |                                 | Extra-parlamentar |
| 1999 | 5.º                             | 22 768                          | 2,7 / 100,0                     | 2,4                             | 0 / 60                          | Estável                         | Extra-parlamentar |
| 2003 | 6.º                             | 12 128                          | 1,3 / 100,0                     | 1,4                             | 0 / 60                          | Estável                         | Extra-parlamentar |
| 2007 | 8.º                             | 6 558                           | 0,7 / 100,0                     | 0,6                             | 0 / 60                          | Estável                         | Extra-parlamentar |
| 2011 | 9.º                             | 6 818                           | 0,8 / 100,0                     | 0,1                             | 0 / 60                          | Estável                         | Extra-parlamentar |
| 2015 | 8.º                             | 20 155                          | 2,2 / 100,0                     | 1,4                             | 0 / 60                          | Estável                         | Extra-parlamentar |

#### Cantábria
| Data | CI. | Votos  | %           | +/-     | Deputados | +/-     | Status            |
| ---- | --- | ------ | ----------- | ------- | --------- | ------- | ----------------- |
| 1987 | 5.º | 10 659 | 3,6 / 100,0 |         | 0 / 39    |         | Extra-parlamentar |
| 1991 | 5.º | 13 023 | 4,4 / 100,0 | 0,8     | 0 / 39    | Estável | Extra-parlamentar |
| 1995 | 5.º | 23 563 | 7,4 / 100,0 | 3,0     | 3 / 39    | 3       | Oposição          |
| 1999 | 4.º | 11 707 | 3,7 / 100,0 | 3,7     | 0 / 39    | 3       | Extra-parlamentar |
| 2003 | 4.º | 12 770 | 3,7 / 100,0 | Estável | 0 / 39    | Estável | Extra-parlamentar |
| 2007 | 4.º | 6 511  | 1,9 / 100,0 | 1,8     | 0 / 39    | Estável | Extra-parlamentar |
| 2011 | 4.º | 11 277 | 3,3 / 100,0 | 1,4     | 0 / 39    | Estável | Extra-parlamentar |
| 2015 | 6.º | 8 246  | 2,5 / 100,0 | 0,8     | 0 / 35    | Estável | Extra-parlamentar |

#### Catalunha
| Data | CI.                              | Votos                            | %                                | +/-                              | Deputados                        | +/-                              | Status            |
| ---- | -------------------------------- | -------------------------------- | -------------------------------- | -------------------------------- | -------------------------------- | -------------------------------- | ----------------- |
| 1988 | Iniciativa pela Catalunha        | Iniciativa pela Catalunha        | Iniciativa pela Catalunha        | Iniciativa pela Catalunha        | Iniciativa pela Catalunha        | Iniciativa pela Catalunha        | Oposição          |
| 1992 | Iniciativa pela Catalunha        | Iniciativa pela Catalunha        | Iniciativa pela Catalunha        | Iniciativa pela Catalunha        | Iniciativa pela Catalunha        | Iniciativa pela Catalunha        | Oposição          |
| 1995 | Iniciativa pela Catalunha        | Iniciativa pela Catalunha        | Iniciativa pela Catalunha        | Iniciativa pela Catalunha        | Iniciativa pela Catalunha        | Iniciativa pela Catalunha        | Oposição          |
| 1999 | 6.º                              | 44 454                           | 1,4 / 100,0                      |                                  | 0 / 135                          |                                  | Extra-parlamentar |
| 2003 | Iniciativa pela Catalunha Verdes | Iniciativa pela Catalunha Verdes | Iniciativa pela Catalunha Verdes | Iniciativa pela Catalunha Verdes | Iniciativa pela Catalunha Verdes | Iniciativa pela Catalunha Verdes | Governo           |
| 2006 | Iniciativa pela Catalunha Verdes | Iniciativa pela Catalunha Verdes | Iniciativa pela Catalunha Verdes | Iniciativa pela Catalunha Verdes | Iniciativa pela Catalunha Verdes | Iniciativa pela Catalunha Verdes | Governo           |
| 2010 | Iniciativa pela Catalunha Verdes | Iniciativa pela Catalunha Verdes | Iniciativa pela Catalunha Verdes | Iniciativa pela Catalunha Verdes | Iniciativa pela Catalunha Verdes | Iniciativa pela Catalunha Verdes | Oposição          |
| 2012 | Iniciativa pela Catalunha Verdes | Iniciativa pela Catalunha Verdes | Iniciativa pela Catalunha Verdes | Iniciativa pela Catalunha Verdes | Iniciativa pela Catalunha Verdes | Iniciativa pela Catalunha Verdes | Oposição          |
| 2015 | Catalunha Sim Se Pode            | Catalunha Sim Se Pode            | Catalunha Sim Se Pode            | Catalunha Sim Se Pode            | Catalunha Sim Se Pode            | Catalunha Sim Se Pode            | Oposição          |
| 2017 | Catalunha em Comum-Podemos       | Catalunha em Comum-Podemos       | Catalunha em Comum-Podemos       | Catalunha em Comum-Podemos       | Catalunha em Comum-Podemos       | Catalunha em Comum-Podemos       | Oposição          |

#### Castela-Mancha
| Data | CI. | Votos  | %           | +/- | Deputados | +/-     | Status            |
| ---- | --- | ------ | ----------- | --- | --------- | ------- | ----------------- |
| 1987 | 4.º | 50 366 | 5,4 / 100,0 |     | 0 / 47    |         | Extra-parlamentar |
| 1991 | 3.º | 57 967 | 6,2 / 100,0 | 0,8 | 1 / 47    | 1       | Oposição          |
| 1995 | 3.º | 80 482 | 7,6 / 100,0 | 1,4 | 1 / 47    | Estável | Oposição          |
| 1999 | 3.º | 35 881 | 3,4 / 100,0 | 4,2 | 0 / 47    | 1       | Extra-parlamentar |
| 2003 | 3.º | 33 413 | 3,1 / 100,0 | 0,3 | 0 / 47    | Estável | Extra-parlamentar |
| 2007 | 3.º | 37 753 | 3,4 / 100,0 | 0,3 | 0 / 47    | Estável | Extra-parlamentar |
| 2011 | 3.º | 44 302 | 3,8 / 100,0 | 0,4 | 0 / 49    | Estável | Extra-parlamentar |
| 2015 | 5.º | 34 230 | 3,1 / 100,0 | 0,7 | 0 / 33    | Estável | Extra-parlamentar |

#### Castela e Leão
| Data | CI. | Votos   | %           | +/- | Deputados | +/-     | Status            |
| ---- | --- | ------- | ----------- | --- | --------- | ------- | ----------------- |
| 1987 | 4.º | 54 676  | 3,8 / 100,0 |     | 0 / 84    |         | Extra-parlamentar |
| 1991 | 4.º | 74 197  | 5,4 / 100,0 | 1,6 | 1 / 84    | 1       | Oposição          |
| 1995 | 3.º | 147 777 | 9,6 / 100,0 | 4,2 | 5 / 84    | 4       | Oposição          |
| 1999 | 3.º | 79 390  | 5,4 / 100,0 | 4,2 | 1 / 83    | 4       | Oposição          |
| 2003 | 4.º | 54 085  | 3,5 / 100,0 | 1,9 | 0 / 82    | 1       | Extra-parlamentar |
| 2007 | 3.º | 46 878  | 3,1 / 100,0 | 0,4 | 0 / 83    | Estável | Extra-parlamentar |
| 2011 | 3.º | 69 872  | 4,9 / 100,0 | 1,8 | 1 / 84    | 1       | Oposição          |
| 2015 | 5.º | 56 516  | 4,2 / 100,0 | 0,7 | 1 / 84    | Estável | Oposição          |

#### Estremadura
| Data | CI. | Votos  | %            | +/- | Deputados | +/-     | Status            |
| ---- | --- | ------ | ------------ | --- | --------- | ------- | ----------------- |
| 1987 | 5.º | 32 240 | 5,4 / 100,0  |     | 2 / 65    |         | Oposição          |
| 1991 | 3.º | 41 290 | 7,1 / 100,0  | 1,7 | 4 / 65    | 2       | Oposição          |
| 1995 | 3.º | 69 387 | 10,5 / 100,0 | 3,4 | 6 / 65    | 2       | Apoio parlamentar |
| 1999 | 3.º | 39 132 | 6,1 / 100,0  | 4,4 | 3 / 65    | 3       | Oposição          |
| 2003 | 3.º | 41 448 | 6,3 / 100,0  | 0,2 | 3 / 65    | Estável | Oposição          |
| 2007 | 3.º | 30 028 | 4,5 / 100,0  | 1,8 | 0 / 65    | 3       | Extra-parlamentar |
| 2011 | 3.º | 38 157 | 5,7 / 100,0  | 1,2 | 3 / 65    | 3       | Apoio parlamentar |
| 2015 | 5.º | 27 122 | 4,3 / 100,0  | 1,4 | 0 / 65    | 3       | Extra-parlamentar |

#### Galiza
| Data | CI.     | Votos   | %            | +/-     | Deputados | +/-     | Status            |
| ---- | ------- | ------- | ------------ | ------- | --------- | ------- | ----------------- |
| 1989 | 7.º     | 19 774  | 1,5 / 100,0  |         | 0 / 75    |         | Extra-parlamentar |
| 1993 | 4.º     | 44 902  | 3,1 / 100,0  | 1,6     | 0 / 75    | Estável | Extra-parlamentar |
| 1997 | 4.º     | 13 964  | 0,9 / 100,0  | 2,2     | 0 / 75    | Estável | Extra-parlamentar |
| 2001 | 4.º     | 10 431  | 0,7 / 100,0  | 0,2     | 0 / 75    | Estável | Extra-parlamentar |
| 2005 | 4.º     | 12 419  | 0,7 / 100,0  | Estável | 0 / 75    | Estável | Extra-parlamentar |
| 2009 | 6.º     | 16 441  | 1,0 / 100,0  | 0,3     | 0 / 75    | Estável | Extra-parlamentar |
| 2012 | 3.º     | 200 828 | 13,9 / 100,0 | 12,9    | 9 / 75    | 9       | Oposição          |
| 2016 | Em Maré | Em Maré | Em Maré      | Em Maré | Em Maré   | Em Maré | Oposição          |

#### La Rioja
| Data | CI. | Votos  | %           | +/- | Deputados | +/-     | Status            |
| ---- | --- | ------ | ----------- | --- | --------- | ------- | ----------------- |
| 1987 | 6.º | 3 478  | 2,4 / 100,0 |     | 0 / 33    |         | Extra-parlamentar |
| 1991 | 4.º | 6 499  | 4,5 / 100,0 | 2,1 | 0 / 33    | Estável | Extra-parlamentar |
| 1995 | 3.º | 11 921 | 7,2 / 100,0 | 2,7 | 2 / 33    | 2       | Oposição          |
| 1999 | 4.º | 6 104  | 3,9 / 100,0 | 3,3 | 0 / 33    | Estável | Extra-parlamentar |
| 2003 | 4.º | 4 729  | 2,7 / 100,0 | 1,2 | 0 / 33    | Estável | Extra-parlamentar |
| 2007 | 4.º | 5 292  | 3,1 / 100,0 | 0,4 | 0 / 33    | Estável | Extra-parlamentar |
| 2011 | 4.º | 6 114  | 3,7 / 100,0 | 0,6 | 0 / 33    | Estável | Extra-parlamentar |
| 2015 | 6.º | 6 797  | 4,2 / 100,0 | 0,5 | 0 / 33    | Estável | Extra-parlamentar |

#### Madrid
| Data    | CI. | Votos   | %            | +/-     | Deputados | +/-     | Status            |
| ------- | --- | ------- | ------------ | ------- | --------- | ------- | ----------------- |
| 1987    | 4.º | 181 512 | 7,5 / 100,0  |         | 7 / 96    |         | Oposição          |
| 1991    | 3.º | 270 558 | 12,1 / 100,0 | 4,6     | 13 / 101  | 6       | Apoio parlamentar |
| 1995    | 3.º | 464 167 | 16,0 / 100,0 | 3,9     | 17 / 103  | 4       | Oposição          |
| 1999    | 3.º | 199 488 | 7,7 / 100,0  | 8,3     | 8 / 102   | 9       | Oposição          |
| 05/2003 | 3.º | 235 428 | 7,7 / 100,0  | Estável | 9 / 111   | 1       | Apoio parlamentar |
| 10/2003 | 3.º | 236 013 | 8,5 / 100,0  | 0,8     | 9 / 111   | Estável | Oposição          |
| 2007    | 3.º | 264 782 | 8,9 / 100,0  | 0,4     | 11 / 120  | 2       | Oposição          |
| 2011    | 3.º | 287 707 | 9,6 / 100,0  | 0,7     | 13 / 129  | 2       | Oposição          |
| 2015    | 5.º | 132 207 | 4,2 / 100,0  | 5,4     | 0 / 129   | 13      | Extra-parlamentar |

#### Múrcia
| Data | CI. | Votos  | %            | +/- | Deputados | +/-     | Status            |
| ---- | --- | ------ | ------------ | --- | --------- | ------- | ----------------- |
| 1987 | 4.º | 37 757 | 7,5 / 100,0  |     | 1 / 45    |         | Oposição          |
| 1991 | 3.º | 52 863 | 10,2 / 100,0 | 2,7 | 4 / 45    | 3       | Oposição          |
| 1995 | 3.º | 78 664 | 12,5 / 100,0 | 2,3 | 4 / 45    | Estável | Oposição          |
| 1999 | 3.º | 42 839 | 7,0 / 100,0  | 5,5 | 1 / 45    | 3       | Oposição          |
| 2003 | 3.º | 36 754 | 5,7 / 100,0  | 1,3 | 1 / 45    | Estável | Oposição          |
| 2007 | 3.º | 40 633 | 6,3 / 100,0  | 0,6 | 1 / 45    | Estável | Oposição          |
| 2011 | 3.º | 50 988 | 7,8 / 100,0  | 1,2 | 1 / 45    | Estável | Oposição          |
| 2015 | 5.º | 30 761 | 4,8 / 100,0  | 3,0 | 0 / 45    | 1       | Extra-parlamentar |

#### Navarra
| Data | CI.  | Votos  | %           | +/- | Deputados | +/- | Status            |
| ---- | ---- | ------ | ----------- | --- | --------- | --- | ----------------- |
| 1987 | 10.º | 3 802  | 1,3 / 100,0 |     | 0 / 50    |     | Extra-parlamentar |
| 1991 | 5.º  | 11 167 | 4,1 / 100,0 | 2,8 | 2 / 50    | 2   | Oposição          |
| 1995 | 4.º  | 27 773 | 9,4 / 100,0 | 5,3 | 5 / 50    | 3   | Oposição          |
| 1999 | 4.º  | 20 879 | 6,9 / 100,0 | 2,5 | 3 / 50    | 2   | Oposição          |
| 2003 | 3.º  | 26 962 | 8,8 / 100,0 | 1,9 | 4 / 50    | 1   | Oposição          |
| 2007 | 5.º  | 14 337 | 4,4 / 100,0 | 4,4 | 2 / 50    | 2   | Oposição          |
| 2011 | 6.º  | 18 457 | 5,7 / 100,0 | 1,3 | 3 / 50    | 1   | Oposição          |
| 2015 | 7.º  | 12 482 | 3,7 / 100,0 | 2,0 | 2 / 50    | 1   | Governo           |

#### Comunidade Valenciana
| Data | CI.                              | Votos                            | %                                | +/-                              | Deputados                        | +/-                              | Status            |
| ---- | -------------------------------- | -------------------------------- | -------------------------------- | -------------------------------- | -------------------------------- | -------------------------------- | ----------------- |
| 1987 | 5.º                              | 159 979                          | 8,0 / 100,0                      |                                  | 6 / 89                           |                                  | Apoio parlamentar |
| 1991 | 4.º                              | 151 242                          | 7,5 / 100,0                      | 0,5                              | 6 / 89                           | Estável                          | Oposição          |
| 1995 | 3.º                              | 273 030                          | 11,5 / 100,0                     | 4,0                              | 10 / 89                          | 4                                | Oposição          |
| 1999 | 3.º                              | 137 212                          | 6,1 / 100,0                      | 5,4                              | 5 / 89                           | 5                                | Oposição          |
| 2003 | 3.º                              | 154 494                          | 6,4 / 100,0                      | 0,3                              | 6 / 89                           | 1                                | Oposição          |
| 2007 | Compromisso pelo País Valenciano | Compromisso pelo País Valenciano | Compromisso pelo País Valenciano | Compromisso pelo País Valenciano | Compromisso pelo País Valenciano | Compromisso pelo País Valenciano | Oposição          |
| 2011 | 4.º                              | 144 703                          | 5,9 / 100,0                      |                                  | 5 / 99                           |                                  | Oposição          |
| 2015 | 6.º                              | 106 917                          | 4,3 / 100,0                      | 1,6                              | 0 / 99                           | 5                                | Extra-parlamentar |

### Eleições locais
| Data | CI. | Votos     | %            | +/- | Mandatos       | +/-   |
| ---- | --- | --------- | ------------ | --- | -------------- | ----- |
| 1987 | 4.º | 1 534 946 | 7,9 / 100,0  |     | 2 576 / 65 577 |       |
| 1991 | 3.º | 1 582 703 | 8,4 / 100,0  | 0,5 | 2 625 / 66 308 | 49    |
| 1995 | 3.º | 2 589 780 | 11,7 / 100,0 | 3,3 | 3 493 / 65 869 | 956   |
| 1999 | 3.º | 1 387 900 | 6,5 / 100,0  | 5,2 | 2 295 / 65 201 | 1 198 |
| 2003 | 3.º | 1 730 732 | 7,5 / 100,0  | 1,0 | 2 601 / 65 510 | 306   |
| 2007 | 3.º | 1 559 774 | 7,0 / 100,0  | 0,5 | 2 628 / 66 131 | 27    |
| 2011 | 3.º | 1 681 462 | 7,5 / 100,0  | 0,5 | 2 650 / 68 230 | 22    |
| 2015 | 5.º | 1 447 402 | 6,5 / 100,0  | 1,0 | 2 929 / 67 515 | 279   |